# José Toribio Alcolea
José Vicente Toribio Alcolea, nascido em 22 de dezembro de 1985 a Socuéllamos, é um corredor ciclista espanhol, membro da equipa Maxtrix Powertag.

## Biografia
Tem participado em sobretudo três Volta a Espanha (2010, 2011 e 2012)

## Palmarés
- 2006
  - Circuito Aiala
  - 2.º do Memorial Cirilo Zunzarren
- 2007
  - Volta a Toledo :
    - Classificação geral
      - 2. ª etapa

  - 2.º da Subida a Gorla
- 2009
  - Grande Prêmio Diputación de Pontevedra
  - Volta à Corunha :
    - Classificação geral
      - 3. ª etapa

  - 2.º do Memorial Manual Sanroma
- 2011
  -     - 4. ª etapa da Volta a Portugal
- 2013
  - Tour de Java Oriental :
    - Classificação geral
      - 2. ª etapa

  - 2.º da Tour de Okinawa
- 2014
  - 2.º da Tour de Kumano
  - 2.º da Tour de Okinawa
- 2017
  - Classificação geral da Tour de Kumano
  - 3.º da Tour de Hokkaido
- 2019
  - 3.º da Tour do Japão

## Resultados na as grandes voltas

### Volta a Espanha
- 2010 : 129.º
- 2011 : 134.º
- 2012 : 133.º

## Classificações mundiais
| Ano             | 2008   | 2009 | 2010 | 2011  | 2012  | 2013  | 2014 |
| UCI Asia Tour   |        |      |      |       |       | 34.º. | 22.º |
| UCI Europe Tour | 758.º. |      |      | 616.º | 519.º |       |      |